# Марсе, Хуан
Хуа́н Марсе́ (урожд. Хуан Фанека Рока, исп. Juan Marsé Carbó, Juan Faneca Roca; 8 января 1933[…], Барселона — 18 июля 2020[…], Барселона) — испанский писатель «поколения пятидесятых годов» и «барселонской школы» (Васкес Монтальбан, Хуан Гойтисоло, Хайме Хиль де Бьедма, Эдуардо Мендоса, Теренси Мош и др.).

## Биография
После смерти матери был усыновлен, получил новую фамилию. Занимался ювелирным искусством, работал в редакции журнала. Дебютировал в 1958 году несколькими новеллами, опубликованными в прессе. В 1959 году был удостоен премии «Сезам» за новеллистику. В том же году обосновался в Париже, где преподавал испанский язык, подрабатывал переводчиком, работал в лаборатории Института Пастера. В 1962 году вернулся в Барселону. Помимо прозы занимался журналистикой, писал киносценарии.

## Творчество
Кроме романов, Марсе принадлежат сборники повестей, рассказов, очерков, книги для детей. Действие большинства его произведений разворачивается в послевоенные десятилетия эпохи франкизма в барселонском квартале Гинардо, где вырос он сам. Его писательская манера отличается иронической игрой, нередко — сарказмом, а порой и жёсткой сатирой, доходящей до карикатурности.

## Избранные романы
- «Запертые с одной игрушкой» / Encerrados con un solo juguete (1960)
- «Эта сторона Луны» / Esta cara de la Luna (1962)
- «Последние вечера с Тересой» / Últimas tardes con Teresa (1966, премия Библиотеки Бреве; экранизирован в 1984)
- «Тёмная история кузины Монтсе» / La oscura historia de la prima Montse (1970, экранизирован в 1977)
- Si te dicen que caí (1973, в обход цензуры опубл. в Мехико, где был удостоен премии; экранизирован Висенте Арандой, 1989)
- Confidencias de un chorizo (1977)
- «Девушка в золотых трусиках» / La muchacha de las bragas de oro (1978, премия издательства «Планета»; экранизирован Висенте Арандой, 1980)
- Un día volveré (1982)
- Ronda del Guinardó (1984, премия г. Барселона; экранизирован 2001)
- «Двуликий любовник» / El amante bilingüe (1990, премия литературно-научного общества Севильи; экранизирован Висенте Арандой, 1993)
- «Чары Шанхая» / El Embrujo de Shanghai (1993, премия критики, Европейская премия Аристейон; экранизирован Фернандо Труэбой, 2002)
- «Хвосты ящерицы» / Rabos de lagartija (2000, премия критики, Национальная премия по прозе)
- «Любовные песни в клубе Лолиты» /Canciones de amor en Lolita’s Club (2005, экранизирован Висенте Арандой, 2007)
- Caligrafía de los sueños, 2011
- Noticias felices en aviones de papel, 2014
- Una puta muy querida, 2015

## Признание
Большинство романов писателя были перенесены на театральную сцену или экранизированы, в том числе крупнейшими кинорежиссёрами страны. Он лауреат множества национальных и международных премий, среди которых премия Хуана Рульфо (1997). Ему вручена высшая награда испаноязычных литератур — Премия «Мигель де Сервантес» (2008, см.: ). В г. Шанхай, в память о романе «Чары Шанхая», библиотека Института Сервантеса носит имя писателя.

## Публикации на русском языке
- Двуликий любовник. М.: Б. С. Г.-Пресс; Иностранка, 2001
- Чары Шанхая. М.: Иностранка, 2005

## Интересные факты
В фильме Сигфрида Монлеона Посланец Содома (2010), построенном на биографии известного испанского поэта Хайме Хиля де Бьедмы (1929—1990), роль Хуана Марсе сыграл каталонский актёр Алекс Брендемюль (см.: ).
В 2009 году Хуан Марсе разместил в капсуле времени Института Сервантеса среди прочих «не таких важных вещей» рецепт эскаливады, которую готовил его приёмный отец. Писатель назначил 2029 годом окончания хранения его послания в ячейке.